# Qutaibi
Qutaibi (àrab: قطيبي, Quṭaybī) i xeicat de Qutaibi (àrab: مشيخة القطيبي, Maxyaẖat al-Quṭaybī) foren una tribu i el seu territori en el Protectorat occidental d'Aden. Va ser una dependència de l'emirat de Dhala i des de 1967 part de la República del Iemen del Sud, unificada amb el Iemen del Nord el 1990 per formar la República del Iemen. El 1964, durant el conflicte d'Aden, guerrers de la tribu Qutaibi van atacar les forces britàniques als turons Radfan on es va lliurar la batalla més famosa del conflicte; els Qutaibi foren coneguts com els «Llops Vermells» per la seva ferocitat en el combat. El xeic dels Qutaibi mai va reconèixer a la Federació d'Aràbia del Sud.